# Crônica de Cambridge (Idade Média)
A Crônica de Cambridge, também conhecida como História da ilha da Sicília (Tarʾīkh Jazīrat Ṣiqilliya), é uma curta crônica medieval que sobre os anos 827–965. É a mais antiga crônica siciliana nativa do Emirado da Sicília, e foi escrito na perspectiva dos cristãos sicilianos do século X e XI.
Sobreviveu em duas versões: uma versão grega em dois manuscritos e uma versão árabe em uma. Por anos apenas o texto árabe manteve-se na Biblioteca da Universidade de Cambridge foi conhecido, mas em 1890 uma redação grega foi descoberta. Os textos gregos estão na Biblioteca do Vaticano e na Biblioteca Nacional da França (Codex Parisinus Graecus 920). Foi traduzida em inglês, italiano e francês.